# Bulbophyllum sapphirinum
Bulbophyllum sapphirinum là một loài phong lan thuộc chi Bulbophyllum.